# Martín Lígori
Martín Eduardo Lígori (Buenos Aires, Argentina; 17 de agosto de 1969) es un exfutbolista y actual director técnico argentino nacionalizado boliviano. Jugaba como marcador central y su primer equipo fue Unión de Santa Fe. Su último club antes de retirarse fue General San Martín.
Actualmente es el ayudante de campo de Ricardo Pancaldo en Deportivo Madryn.

## Clubes

### Como jugador
| Club                        | País      | Año       |
| --------------------------- | --------- | --------- |
| Unión de Santa Fe           | Argentina | 1991-1993 |
| Unión de Sunchales          | Argentina | 1993-1995 |
| Juventud Antoniana de Salta | Argentina | 1995-1997 |
| Guabirá                     | Bolivia   | 1997-2000 |
| Bolívar                     | Bolivia   | 2001-2003 |
| Patronato de Paraná         | Argentina | 2004      |
| Atlético Tucumán            | Argentina | 2005      |
| Libertad de Sunchales       | Argentina | 2005-2006 |
| General San Martín          | Argentina | 2007      |

### Como asistente técnico
| Club                        | País      | Año       |
| --------------------------- | --------- | --------- |
| Juventud Antoniana de Salta | Argentina | 2016-2017 |
| Deportivo Madryn            | Argentina | 2021-?    |

### Como entrenador
| Club                                     | País      | Año         |
| ---------------------------------------- | --------- | ----------- |
| Unión de Santa Fe (inferiores)           | Argentina | 2009        |
| Guabirá                                  | Bolivia   | 2010        |
| San Lorenzo de Esperanza                 | Argentina | 2012-2013   |
| Trebolense                               | Argentina | 2014        |
| Sanjustino                               | Argentina | 2015        |
| General San Martín                       | Argentina | 2017-2018   |
| Americano de Carlos Pellegrini           | Argentina | 2019        |
| Torre Fuerte                             | Bolivia   | 2023 - 2024 |
| Nuevo Club Atlético y deportivo Piamonte | Argentina | 2025        |

## Palmarés
| Título             | Club                        | País      | Año  |
| ------------------ | --------------------------- | --------- | ---- |
| Torneo Argentino A | Juventud Antoniana de Salta | Argentina | 1996 |
| Primera División   | Bolívar                     | Bolivia   | 2001 |